# Thusy
Thusy és un municipi francès situat al departament de l'Alta Savoia i a la regió d'Alvèrnia-Roine-Alps. L'any 2007 tenia 860 habitants.

## Demografia

### Població
El 2007 la població de fet de Thusy era de 860 persones. Hi havia 328 famílies de les quals 61 eren unipersonals (19 homes vivint sols i 42 dones vivint soles), 100 parelles sense fills, 136 parelles amb fills i 31 famílies monoparentals amb fills.
La població ha evolucionat segons el següent gràfic:
Habitants censats

### Habitatges
El 2007 hi havia 402 habitatges, 326 eren l'habitatge principal de la família, 52 eren segones residències i 24 estaven desocupats. 388 eren cases i 14 eren apartaments. Dels 326 habitatges principals, 300 estaven ocupats pels seus propietaris, 21 estaven llogats i ocupats pels llogaters i 5 estaven cedits a títol gratuït; 2 tenien una cambra, 10 en tenien dues, 21 en tenien tres, 70 en tenien quatre i 223 en tenien cinc o més. 287 habitatges disposaven pel capbaix d'una plaça de pàrquing. A 98 habitatges hi havia un automòbil i a 210 n'hi havia dos o més.

### Piràmide de població
La piràmide de població per edats i sexe el 2009 era:
| Homes | Edats   | Dones |
| ----- | ------- | ----- |
| 0     | 95 o +  | 4     |
| 0     | 90 a 94 | 0     |
| 0     | 85 a 89 | 8     |
| 0     | 80 a 84 | 4     |
| 8     | 75 a 79 | 20    |
| 20    | 70 a 74 | 12    |
| 8     | 65 a 69 | 16    |
| 8     | 60 a 64 | 16    |
| 48    | 55 a 59 | 24    |
| 40    | 50 a 54 | 36    |
| 28    | 45 a 49 | 40    |
| 48    | 40 a 44 | 32    |
| 20    | 35 a 39 | 48    |
| 20    | 30 a 34 | 20    |
| 16    | 25 a 29 | 24    |
| 40    | 20 a 24 | 8     |
| 48    | 15 a 19 | 28    |
| 24    | 10 a 14 | 40    |
| 32    | 5 a 9   | 16    |
| 20    | 0 a 4   | 16    |

## Economia
El 2007 la població en edat de treballar era de 581 persones, 415 eren actives i 166 eren inactives. De les 415 persones actives 414 estaven ocupades (221 homes i 193 dones) i 1 aturada (1 dona i 1 dona). De les 166 persones inactives 73 estaven jubilades, 31 estaven estudiant i 62 estaven classificades com a «altres inactius».

### Ingressos
El 2009 a Thusy hi havia 333 unitats fiscals que integraven 901 persones, la mediana anual d'ingressos fiscals per persona era de 20.983,5 €.

### Activitats econòmiques
Dels 33 establiments que hi havia el 2007, 2 eren d'empreses alimentàries, 1 d'una empresa de fabricació d'altres productes industrials, 8 d'empreses de construcció, 6 d'empreses de comerç i reparació d'automòbils, 4 d'empreses d'hostatgeria i restauració, 1 d'una empresa immobiliària, 7 d'empreses de serveis, 2 d'entitats de l'administració pública i 2 d'empreses classificades com a «altres activitats de serveis».
Dels 10 establiments de servei als particulars que hi havia el 2009, 1 era un guixaire pintor, 4 fusteries, 1 lampisteria, 2 electricistes, 1 perruqueria i 1 agència immobiliària.
L'any 2000 a Thusy hi havia 21 explotacions agrícoles que ocupaven un total de 612 hectàrees.

## Equipaments sanitaris i escolars
El 2009 hi havia una escola elemental.

## Poblacions més properes
El següent diagrama mostra les poblacions més properes.